# Кієу Тхі Лю
Кієу Тхі Лю (нар. 6 квітня 1996) — в'єтнамська борчиня вільного стилю, бронзова призерка чемпіонату Азії, чемпіонка Ігор Південно-Східної Азії.

## Життєпис
Боротьбою почала займатися з 2009 року. У 2015 році стала чемпіонкою Азії серед юніорів. Наступного року на цих же змаганнях здобула бронзову нагороду.
Виступає за борцівський клуб Ханоя. Тренер — Фрідон Чхартішвілі.

## Спортивні результати на міжнародних змаганнях

### Виступи на Чемпіонатах світу
| Змагання                        | Збірна  | Вагова категорія          | Місце |
| ------------------------------- | ------- | ------------------------- | ----- |
| Чемпіонат світу з боротьби 2017 | В'єтнам | жіноча боротьба, до 55 кг | 15    |
| Чемпіонат світу з боротьби 2018 | В'єтнам | жіноча боротьба, до 55 кг | 11    |
| Чемпіонат світу з боротьби 2019 | В'єтнам | жіноча боротьба, до 55 кг | 16    |
| Чемпіонат світу з боротьби 2022 | В'єтнам | жіноча боротьба, до 53 кг | 18    |

### Виступи на Чемпіонатах Азії
| Змагання                       | Збірна  | Вагова категорія          | Місце  |
| ------------------------------ | ------- | ------------------------- | ------ |
| Чемпіонат Азії з боротьби 2016 | В'єтнам | жіноча боротьба, до 55 кг | Бронза |
| Чемпіонат Азії з боротьби 2017 | В'єтнам | жіноча боротьба, до 55 кг | 8      |
| Чемпіонат Азії з боротьби 2018 | В'єтнам | жіноча боротьба, до 55 кг | 7      |
| Чемпіонат Азії з боротьби 2019 | В'єтнам | жіноча боротьба, до 55 кг | 8      |
| Чемпіонат Азії з боротьби 2020 | В'єтнам | жіноча боротьба, до 55 кг | 5      |

### Виступи на Азійських іграх
| Змагання           | Збірна  | Вагова категорія          | Місце |
| ------------------ | ------- | ------------------------- | ----- |
| Азійські ігри 2018 | В'єтнам | жіноча боротьба, до 57 кг | 9     |

### Виступи на Іграх Південно-Східної Азі
| Змагання                        | Збірна  | Вагова категорія          | Місце  |
| ------------------------------- | ------- | ------------------------- | ------ |
| Ігри Південно-Східної Азії 2019 | В'єтнам | жіноча боротьба, до 55 кг | Золото |
| Ігри Південно-Східної Азії 2022 | В'єтнам | жіноча боротьба, до 53 кг | Золото |

### Виступи на інших змаганнях
| Змагання                                                         | Збірна  | Вагова категорія          | Місце |
| ---------------------------------------------------------------- | ------- | ------------------------- | ----- |
| Олімпійський кваліфікаційний турнір з боротьби 2016 (Улан-Батор) | В'єтнам | жіноча боротьба, до 58 кг | 19    |
| Олімпійський кваліфікаційний турнір з боротьби 2016 (Стамбул)    | В'єтнам | жіноча боротьба, до 58 кг | 20    |

### Виступи на змаганнях молодших вікових груп
| Змагання                                      | Збірна  | Вагова категорія          | Місце  |
| --------------------------------------------- | ------- | ------------------------- | ------ |
| Чемпіонат Азії з боротьби серед юніорів 2015  | В'єтнам | жіноча боротьба, до 51 кг | Золото |
| Чемпіонат Азії з боротьби серед юніорів 2016  | В'єтнам | жіноча боротьба, до 55 кг | Бронза |
| Чемпіонат світу з боротьби серед юніорів 2016 | В'єтнам | жіноча боротьба, до 55 кг | 20     |